# Oppo A12
Oppo A12 та Oppo A12s — смартфони початкового рівня, розроблені компанією OPPO, що входить у серію «А». Моделі є ідентичними окрім дизайну задньої панелі. Oppo A12 був представлений 20 квітня 2020 року, а Oppo A12s — 14 липня 2020 року.
В Індонезії Oppo A12 також продається під назвою Oppo A11k з різницею в об'ємі пам'яті.
В Україні продається тільки Oppo A12.

## Дизайн
Екран виконаний зі скла. Корпус виконаний з пластику. У Oppo A12 та A11k задня панель має кристалоподібний візерунок, а в A12s — смугастий.
Знизу знаходяться роз'єм microUSB, динамік, мікрофон та 3.5 мм аудіороз'єм. З лівого боку розміщені кнопки регулювання гучності та слот під 2 SIM-картки і карту пам'яті формату microSD до 256 ГБ. З правого боку розміщена кнопка блокування смартфону. Сканер відбитків пальців знаходиться на задній панелі.
Oppo A12 та A11k продавалися в чорному та блакитному кольорах.
Oppo A12s продавався у кольорах Deep Blue (синій) та Flowing Silver (сріблястий).

## Технічні характеристики

### Платформа
Смартфони отримали процесор MediaTek Helio P35 та графічний процесор PowerVR GE8320.

### Батарея
Батарея отримала об'єм 4230 мА·год.

### Камери
Смартфони отримали основну подвійну камеру 13 Мп, f/2.2 (ширококутний) з фазовим автофокусом + 2 Мп, f/2.4 (сенсор глибини) і фронтальна камеру 5 Мп, f/2.0 (ширококутний). Основна та фронтальна камери вміють записувати відео в роздільній здатності 1080p@30fps.

### Екран
Екран IPS LCD, 6.22", HD+ (1520 × 720) зі щільністю пікселів 270 ppi, співвідношенням сторін 19:9 та краплеподібним вирізом під фронтальну камеру.

### Пам'ять
Oppo A12 продавався в комплектаціях 3/32 та 4/64 ГБ, A11k — 2/32 ГБ, a A12s продавався тільки в комплектації 3/32 ГБ.

### Програмне забезпечення
Смартфони були випущені на ColorOS 6.1 на базі Android 9 Pie.